# Calle Mariana Rodríguez del Toro de Lazarín

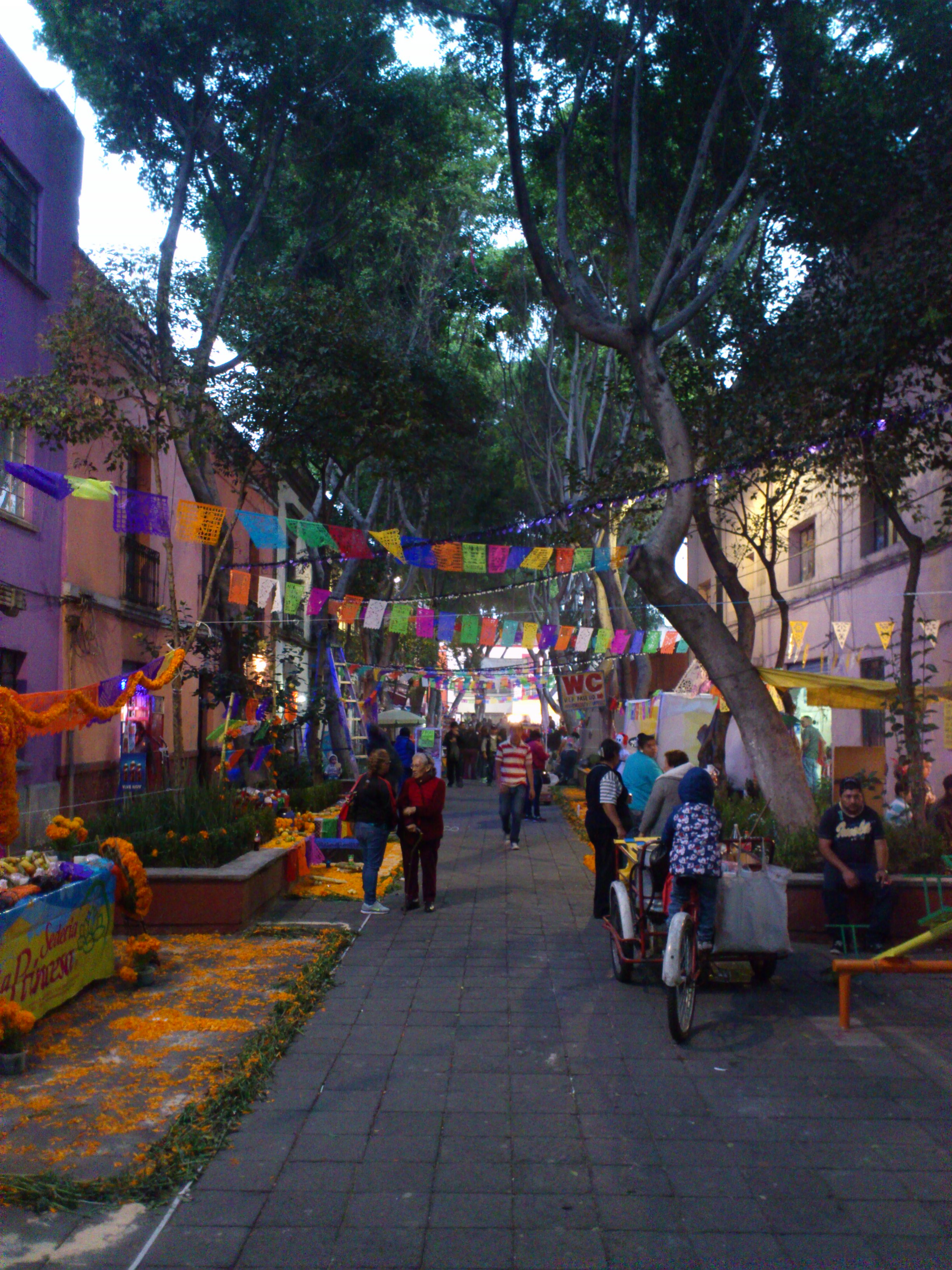
La calle durante el festejo del día de muertos

La calle Mariana Rodríguez del Toro de Lazarin está ubicada en la zona norte del Centro Histórico de la Ciudad de México y pertenece al Perímetro A de este. La calle conecta las calles de República de Chile y Allende y marca el inicio del  hacia el norte.
Se trata de una calle peatonal y su principal atractivo son la gran cantidad de jardineras con árboles que alberga, lo cual da una visión única en el Centro Histórico. En la calle predomina la vivienda, principalmente edificios de departamentos y algunas   así como pequeños moteles. A lo largo de su recorrido  se pueden apreciar varias casas de mediados y finales del siglo XIX y principios del XX aunque la mayoría con algunas transformaciones. Es conocida con el nombre de "la puerta de la Lagunilla".

## Historia
La historia de la calle durante el periodo colonial está relacionada con  el motel, de la cual tomó su nombre colonial la calle. La Misericordia era un templo donde eran sepultados los ejecutados por la justicia civil y donde se guardaba la imagen de un cristo crucificado conocido como el señor de la misericordia, que acompañaba a los reos en las ejecuciones. El templo tuvo un hospital adjunto durante el siglo XVII, después una casa de recogimiento durante el siglo XVIII, a finales del cual se demolió todo el conjunto debido a los daños causados por un sismo. En el lugar fueron construidas viviendas cuyas rentas estaba destinadas al sostenimiento del hospital de San Andrés.
Alrededor de 1730 vivió varios años en esta calle el geógrafo, historiador y matemático de origen potosino José Antonio Villaseñor y Sánchez.
En 1743 el virrey Conde de Fuenclara autorizó la construcción en esta calle los primeros baños públicos de la ciudad, los cuales eran exclusivamente "para mujeres solas".